# Indumentària tradicional

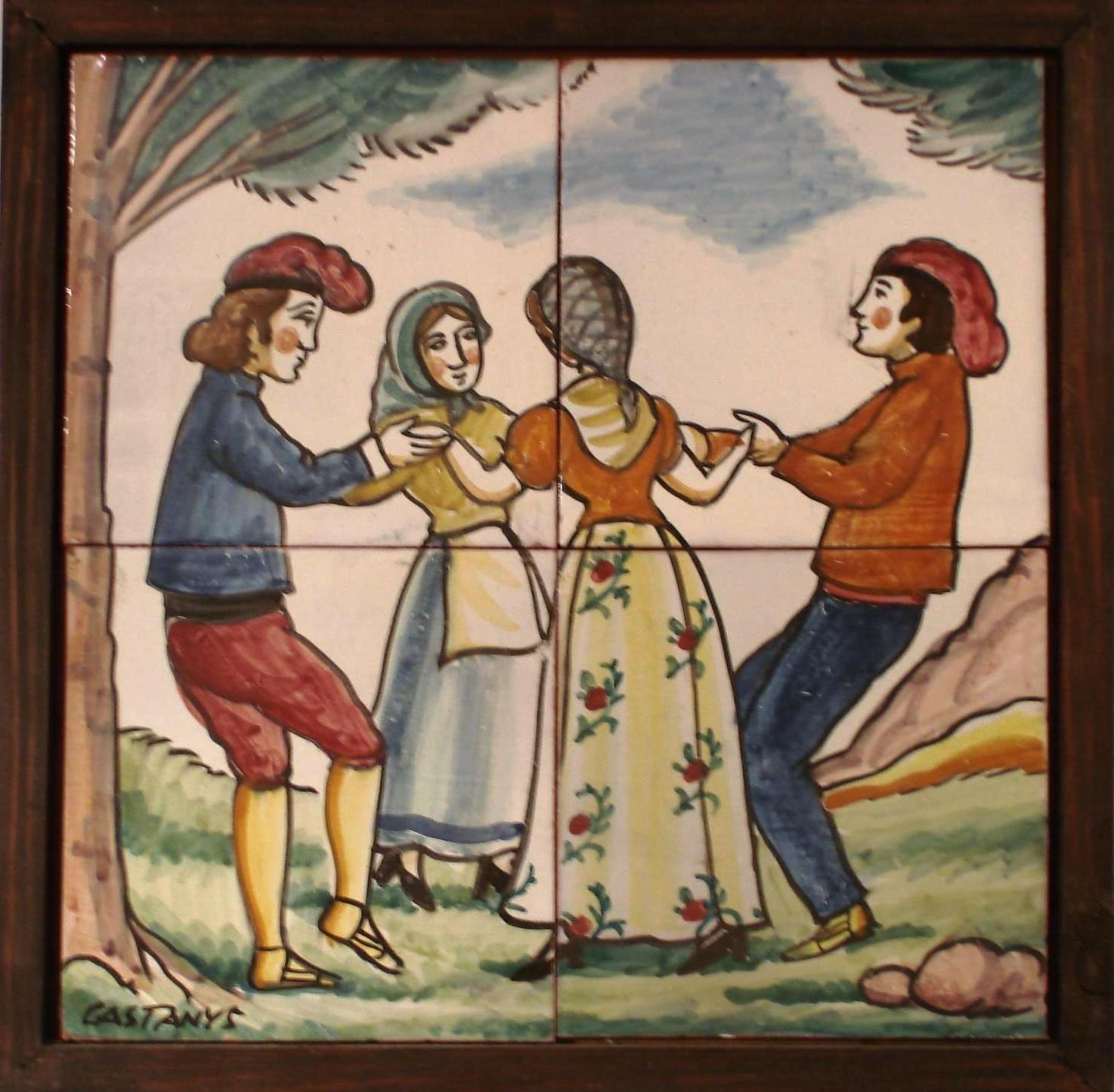
Grup amb indumentària tradicional catalana

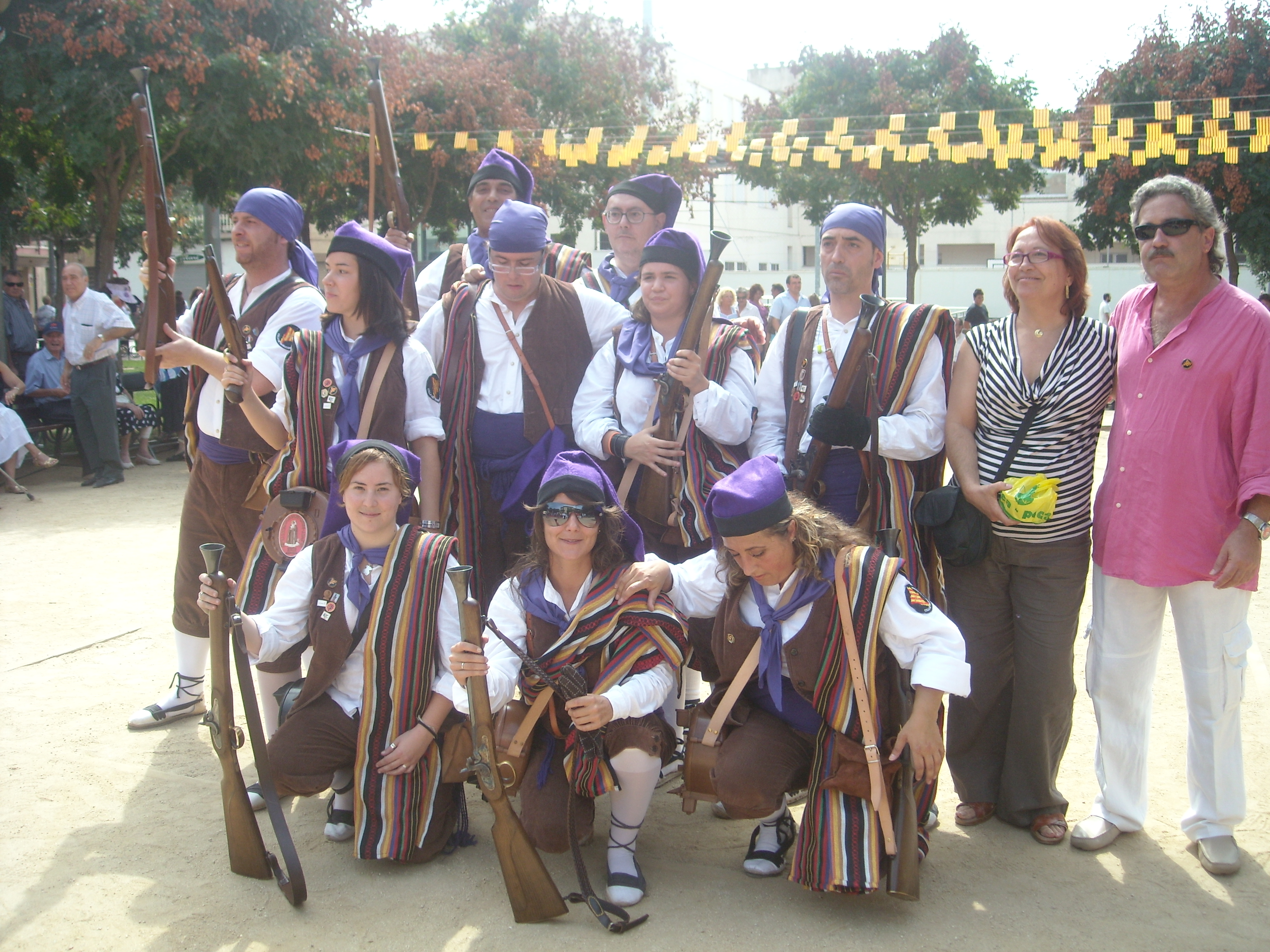
La colla dels trabucaires de Rubí vestits amb Indumentària tradicional

La indumentària tradicional, indumentària típica o vestits tradicionals són els vestits que es feien servir antigament per ballar o fer algun tipus de dansa. A Catalunya, Balears i País Valencià s'han conservat com a part de la cultura popular en els balls i danses tradicionals.

## Procedència
De la seva procedència, en Joan Amades, un dels folkloristes catalans més rellevants diu:
"El vestit usat gairebé per totes les diferents menes de ball d'espectacle de Catalunya té un regust hel·lènic…
És remarcable observar que en aquesta indumentària, per exemple, el pantaló és més aviat estret, i podríem dir que és el típic calçotet llarg que portaven els nostres homes del camp, lligat arran del turmell per unes vetes…
El calçat és també de reminiscència pagesa, generalment espardenya amb sola de cànem."
Així doncs actualment, són els esbarts dansaires els que a través de la dansa conserven, ni que sigui actualitzat, els vestits tradicionals dels pagesos i els ornaments rituals simbòlics.

## Peces de roba tradicional

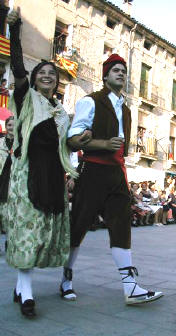
Home i dona amb indumentària tradicional

### Tronc i braços
- Camisa: peça de lli o cotó que cobreix des dels muscles fins al genoll, frunzida, adaptada al coll amb obertura central tancada amb botons, màniga llarga i molt ampla.
- Brusa: peça típica del segle xix semblant a la camisa però més folgada. Cobreix des dels muscles fins davall de la cintura, està oberta per davant en la seua totalitat o bé fins a la meitat, ajustada al maluc amb una volta o una cinta. A vegades es col·locava sota la faixa.
- Jupa: peça que cobreix el cos des dels muscles fins a la cintura, que disposa de mànegues llargues i estretes, i pot tenir o no coll.[2] En el cas de dur coll, aquest és triangular o rectangular, i es pot guarnir amb passamaneria, cordons i borles.
- Jupetí: peça sense mànigues amb escot i cordat de dalt baix, que cobreix el cos adaptat a ell des dels muscles fins a la cintura. Pot dur coll amb tireta alta acompanyat de solapes triangulars, botons de llautó o plata, teixits de sedes vistosa i velluts amb ratlles flors o un altre tipus de dibuixos.
- Mitena: per a les dones, peça reixada que cobreix el braç del colze a la mà fins a la meitat del polze i el començament dels altres dits.

### Cintura i cames
- Saragüells: peça de lli o cotó de dos camals molt amples cenyits a la cintura per una cinta, que cobreix des de la cintura fins a la part superior dels genolls, que va unit un quadrat de tela a l'altura de l'entrecuixa per a donar-li folgança. Generalment es portava el saragüell blanc, però en hivern es podia posar al damunt un altre més curt, negre i de llana.
- Calçotet: peça de roba interior masculina de lli o cotó que protegia les cames dels fregaments del calçó o pantaló exterior. Deriva del saragüell i d'ell deriva l'actual calçotet.
- Calçó: peça de dos camals units en la part superior en una sola peça que es va estretint progressivament cap als genolls i subjecte amb una tira a manera de cinturó amb la suficient amplitud per a permetre els moviments del cos. La part inferior dels camals té obertures que es tanquen amb botons o vetes i cobrixen els genolls. Es portava com a peça aïllada o a joc amb la jaqueta. Depenent del seu ús podia ser de llana, cotó o seda.
- Calces: peces de llana o cotó teixides a mà, podien cobrir el peu i la cama (calces o mitges) o només la cama (Calces redones i taloneres).
- Pantaló llarg: Amb la mateixa estructura que el calçó curt però més llarg i recte fins als turmells, va començar a usar-se en el segle xix, acompanyada amb jupetins i jupeses però sobretot amb bruses.
- Faixa: tira de tela, cotó, llana o seda d'entre 30 i 50 cm d'ampla i uns dos metres de llarg, servia per a subjectar els saragüells o pantalons, amb flocs en els laterals, de diversos colors i dibuixos, ratlles, rombes, espiguetes, es teixien en telers i subjectaven i protegien la zona lumbar.
- Lligacames: tires de tela llargues d'aproximadament un metre, algunes rematades amb borles o flocs, les més fines podien ser de seda (encara que n'hi havia d'altres materials). Es col·locaven en la cama just en el lloc on acabava la calça, rodejant-la i lligant-la en forma de llaç proporcionant-li subjecció.
- Faldilla: ampla i amb vol, generalment negra o d'un color viu.
- Enagos: combinació generalment blanca per a donar cos a la faldilla.

### Cap
- Mocador: peça quadrada que es doblegava en triangle i es col·locava de forma que una punta penjara i les altres dos rodejaren el cap, fins a arribar a nugar-se entre si, formant una espècie de turbant, teixits de seda i cotó amb molts colors i dibuixos. Els mètodes de col·locar-se el mocador són molt variats depenent de regions o del gust de cada persona.
- Còfia: bossa de tela en la qual s'arreplegava el cabell, ja que l'home de l'època el solia portar llarg, s'usava per comoditat per a treballar encara que també s'usaven per a festes les de teixits més fins. Podien rematar-se amb borles.
- Barret: peça amb moltes variants; la gorra que solia ser de drap, amb caigudes cap als costats cobrint les orelles. El barret es solia posar sobre el mocador o la còfia, podien ser de feltre o de vellut negre, amb les ales girades, amb la part superior de forma cònica, alguns portaven grans pompons. Encara que en realitat hi havia barrets d'innumerables mides, tipus i formes.
- Ret: per a les dones, peça reixada que els cobreix els cabells.
- Gandalla: als balls tradicionals les solen portar les dones, són peces luxoses de puntes de fil fi que cobreixen els cabells.

### Peus

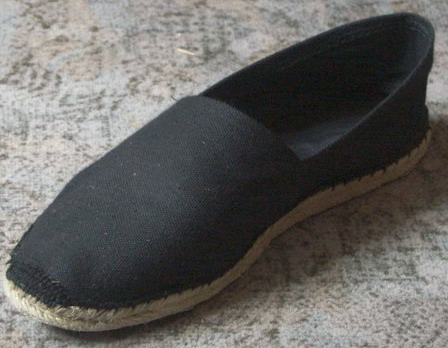
Espardenya

- Espardenya: sola d'espart, la puntera i taló del mateix material o un altre, servixen per a ajustar el taló i els dits dels peus, recolzats en la sola per mitjà de cintes, (vetes), encreuades sobre l'empenya. Este calçat s'usava des de temps molt antics en l'època de l'ocupació musulmana.
- Sabata: en la seua major part eren de color negre, amb sola de cuiro i la resta de pell o d'algun teixit, amb llengüeta alta sobre la qual es posava un llaç o sivella

### Complements
- Capa: és una peça d'abrigar, llarga fins als turmells, solta amb grans vols i sense mànegues, portaven una xicoteta capa superposada que arribava fins als colzes anomenada esclavina. Podia ser de drap o vellut, eren negres encara que de vegades podien ser de colors, s'usava en esdeveniments importants.
- Mantellina o mantell: pot ser de blonda o d'altres teixits, que les dones porten per a cobrir-se les espatlles.
- Alforja: amb grans butxaques, es portava recolzada en el muscle, era una peça de llana principalment de forma rectangular, amb grans butxaques en els dos extrems, per poder portar diferents objectes, podien anar rematades amb flocs o borles.
- Joies: no eren peces de gran valor, tenien més aviat funció ornamental, predominaven les de motius religiosos destacant les medalles, creus i rosaris.